# 사우스오크니 제도

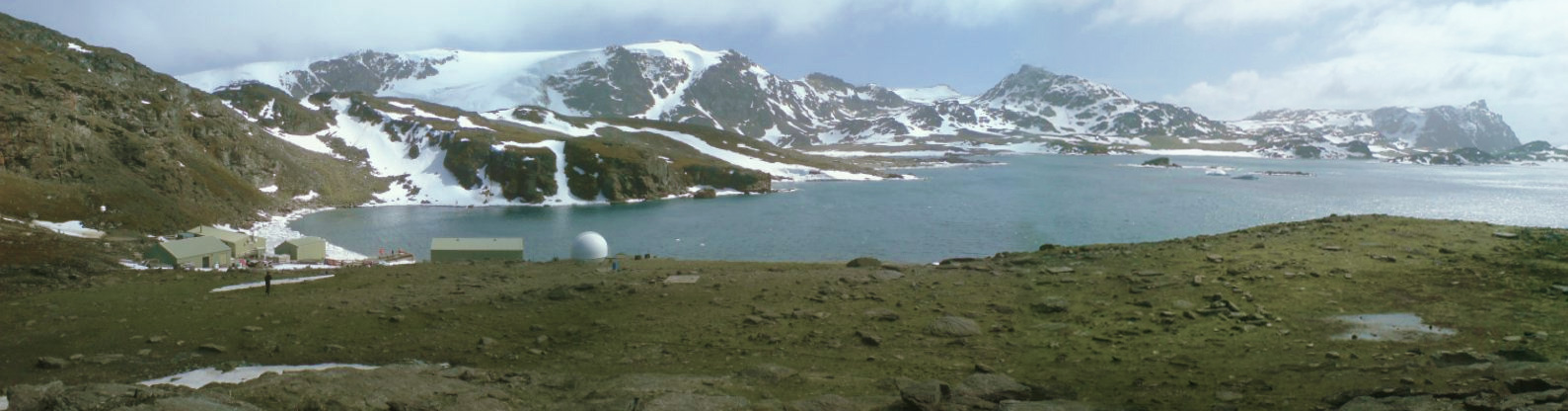

사우스오크니 제도의 지도

사우스오크니 제도(South Orkney Islands)는 남극해에 위치한 소군도 제도이다. 1962년 이래로 영국 정부가 관할해오고 있다. 포클랜드 제도에 앞서서부터 사우스오크니 제도는 영국의 해외 영토에 편입되었으며 남극 조약에 따라 제도의 통치권은 인정되지 않고 비군사적인 목적으로만 사용 가능하다. 1904년부터 영구 기지를 건설해 지켜오던 아르헨티나가 영유권을 주장하고 있다.

## 역사
제도는 1821년 바다표범 사냥꾼이던 네이서니얼 브라운과 조지 파월이 발견했다. 원래 섬은 파월 제도(Powell's Group)로 불렸는데 주도의 이름을 코로네이션 섬으로 명명했다. 그 이유는 당해가 영국의 조지 5세가 대관식을 치른 해였기 때문이다. 2년 후 제임스 웨델이 섬을 방문하였고 남극 열도의 일환으로 현재의 이름을 지어주면서 몇몇 섬의 이름도 바꿨다. 흥미롭게도 사우스오크니 제도는 스코틀랜드의 오크니 제도를 따라서 남반구의 오크니 제도라는 식으로 앞에 South가 붙은 것이다. 그러나 실제로 위도를 보면 북과 남의 차이는 얼추 비슷하다고 한다.
이후 제도는 지속적으로 사냥꾼들이 찾았지만 브루스(William Speirs Bruce)가 1903년 방문하기 전까지는 거의 조사가 이뤄지지 못했었다. 브루스는 기상 등대를 세우는 한편 다시 섬의 이름 몇몇을 고쳤다. 이 등대 기지는 이듬해 아르헨티나 정부가 매입했으며 1951년 오르카다스라는 이름으로 개칭되었다. 현재의 분쟁 명분이 되고 있기도 하는데 아직까지도 이 기지는 가동 중이며 남극에서 조직되어 계속 이용되고 있는 것으로는 가장 오래된 것이다.

## 지리와 기후
크게 네 섬으로 구분되며 코로네이션섬은 가장 큰 섬으로 가장 높은 산은 니베아산(1266m)이다. 로리섬은 군도의 동쪽 끝 섬이며 다른 섬은 더 작은 파월섬과 사이니 섬, 로버슨 섬이 있다. 뿐만 아니라 새들 군도라는 작은 군도가 제도에 포함되어 자리하고 있다. 대부분의 섬 표면은 얼음으로 뒤덮여 있다.
사우스오크니 제도의 기후는 일반적으로 춥고 습하며 바람이 많이 분다. 여름은 12월~3월로 짧은 편이고 평균 기온은 섭시 2도에 머무른다. 겨울에는 -10 °C까지 떨어지는데 지금까지의 최고/최저 기온은 12 °C와 -44 °C이다.